# Leptotyphlops affinis
Leptotyphlops affinis är en kräldjursart som beskrevs av  George Albert Boulenger 1884. Leptotyphlops affinis är en orm som ingår i släktet Leptotyphlops, och familjen Leptotyphlopidae. Inga underarter finns listade i Catalogue of Life.

## Utbredning
L. affinis är en art som är endemisk i Venezuela.